# Anchoa chamensis
Anchoa chamensis е вид лъчеперка от семейство Engraulidae. Видът е световно застрашен, със статут Уязвим.

## Разпространение и местообитание
Разпространен е в Панама.
Среща се на дълбочина от 1,5 до 18 m.

## Описание
На дължина достигат до 6 cm.